# Heteropalpia
Heteropalpia is een geslacht van vlinders van de familie spinneruilen (Erebidae), uit de onderfamilie Erebinae.

## Soorten
- H. acrosticta (Puneler, 1904)
- H. cortytoides Berio, 1939
- H. exarata (Mabille, 1890)
- H. mahafaly (Viette, 1970)
- H. makabana Hacker & Fibiger, 2006
- H. profesta (Christoph, 1887)
- H. robusta Wiltshire, 1988
- H. rosacea (Rebel, 1907)
- H. vetusta (Walker, 1865)
- H. wiltshirei Hacker & Ebert, 2002
- H. wolframmeyi Hacker, 2004